# Хладек, Розалия
Розалия Хладек (нем. Rosalia Chladek, 21 мая 1905[…], Брно, Цислейтания — 3 июля 1995[…], Вена) — австрийская танцовщица, хореограф и педагог. Одна из самых значительных представителей европейского современного танца XX века. В соответствии с её стилем преподавания, курс «Танец — педагогика современного танца» по-прежнему преподается в частном университете музыки и искусства города Вены и в международных учреждениях.

## Биография
Родилась 21 мая 1905 года в Брно в Австро-Венгрии.
Училась в Брно в школе у композитора Маргарет Каллаб (Margarete Kallab).
В 1921—1924 годах училась в Институте музыки и ритма Эмиля Жак-Далькроза, основанном в 1911 году в Хеллерау под Дрезденом. Одной из её учительниц была Валерия Кратина. В 1925 году переехала вместе со школой в Лаксенбург.
Вела курс в Хеллерау-Лаксенбурге (Schule Hellerau-Laxenburg, 1925—1939), её ученицами были Янина Мечинская (Janina Mieczyńska) и Мария Хорс. В 1925 году снялась в фильме «Путь к силе и красоте», в котором исполнила различные прыжки и ритмические движения.
В Вене тесно сотрудничала с композитором и пианистом Артуром Кляйнером.
В 1932 году получила награду Международного конкурса хореографов в Париже (организован Международным архивом танца). В 1933 году получила вторую награду (первую — Рут Сорель) на Международном конкурсе сольного танца в Варшаве.
Была составительницей образовательной программы 1941 года для учителей-наставников массового танца в Германии, вместе с Доротеей Гюнтер, Юттой Кламт, Лоттой Вернике, Мэри Вигман и Густавом Фишер-Климтом.
Была профессором Венского университета музыки и исполнительского искусства
Умерла 3 июля 1995 года в Вене в возрасте 90 лет. Похоронена на Центральном кладбище Вены.

## Память
В Австрийском театральном музее находится большая коллекция фотографий, а также театральные костюмы Розалии Хладек, исследованием которых занимается танцевальный критик Андреа Аморт.
В частном университете музыки и искусства города Вены  для индексирования и исследования находится обширное наследие Международного общества Розалии Хладек (Internationalen Gesellschaft Rosalia Chladek, IGRC), основанного в 1972 году. Значительное наследие состоит, среди прочего, из обширной переписки Розалии Хладек с известными коллегами, а также материалов о её работах, а также содержит ценные обзоры и сборники программ.
Часть переписки 1960—1970-х годов с актрисой Еленой Полевицкой находится на хранении в Российском государственном архиве литературы и искусства.
Имя Розалии Хладек носит улица в Вене (Rosalia-Chladek-Gasse).